# Valter

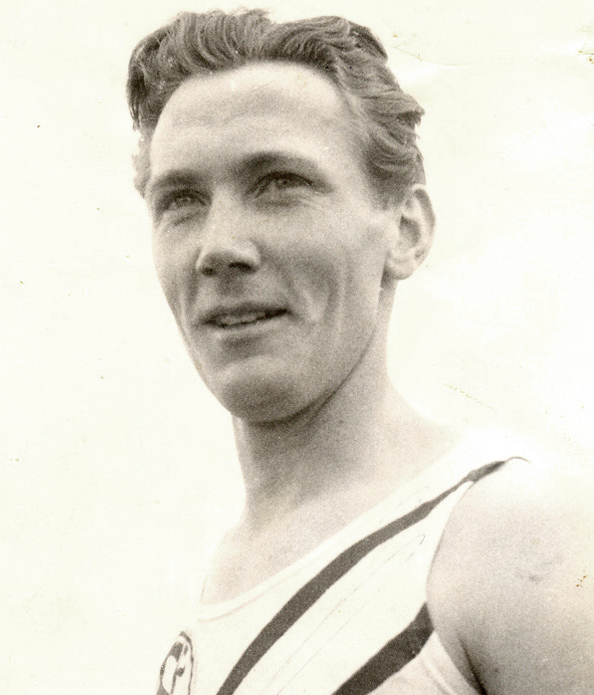
Den svenske långdistanslöparen Valter Nyström.

Mansnamnet Valter, Walter kommer av det tyska Waltheri
som är sammansatt av två ord som betyder makt och krigare.
Betydelsen är alltså ungefär mäktig krigare.
Namnet är vanligt bland våra pensionärer och de allra yngsta.
Den vanligaste stavningen bland de yngre är med W.
31 december 2005 fanns det totalt 13 014 personer i Sverige med namnet Valter eller Walter varav 2 541 med det som tilltalsnamn.
År 2003 fick 185 pojkar namnet, varav 64 fick det som tilltalsnamn.
Namnsdag: 17 augusti, (1901-2000: 29 januari). I den finlandssvenska namnsdagslängden har Valter namnsdag 29 januari sedan 1929, då en egen namnsdagskalender togs i bruk för finlandssvenskar.

## Personer med namnet Valter/Walter/Walther
- Walter Baade (1893–1960), tysk astronom
- Walter Benjamin (1892–1940), tysk filosof
- Valter Birsa (född 1986), slovensk fotbollsspelare
- Walter Boberg (1921–1996), svensk filmfotograf
- Walter Bowne (1770–1846), amerikansk politiker
- Walther von Brauchitsch (1881–1948), tysk militär
- Walter Chrysler (1875–1940), amerikansk industrialist
- Walter Cronkite (1916–2009), amerikansk journalist
- Walter Cunningham (1932–2023), amerikansk astronaut
- Walther Darré (1895–1953), tysk nazistisk politiker
- Walter Davis (1931–2020), amerikansk höjdhoppare och basketspelare
- Walter Dickson (1916–1990), svensk författare
- Walter "Walt" Disney (1901–1966), amerikansk animatör och filmproducent
- Walter Farley (1915–1989), amerikansk författare
- Walther Funk (1890–1960), tysk ekonom och nazistisk politiker
- Walter Gieseking (1895–1956), tysk pianist och kompositör
- Walter Gilbert (född 1932), amerikansk biokemist
- Walter Gotell (1924–1997), tysk-brittisk skådespelare
- Walter Gropius (1883–1969), tysk arkitekt
- Walther von Hallwyl (1839–1921), svensk politiker
- Walter Jagbrant (1919–2004), svensk bandyspelare
- Valter Jung (1879–1946), finländsk arkitekt
- Walter Kohn (1923–2016), amerikansk fysiker
- Walter Kraft (1905–1977), tysk organist och kompositör
- Walter Krüger (1890–1945), tysk SS-Obergruppenführer
- Walter Lampén (1862–1960), finländsk präst
- Walter Savage Landor (1775–1864), brittisk författare
- Walter Lantz (1899–1994), amerikansk animatör
- Walter Laqueur (1921–2018), amerikansk historiker
- Walter Larsson (1910–1967), svensk musiker
- Walter Lini (1942–1999), vanuatisk politiker
- Valter Lindberg (1897–1976), finländsk statistiker
- Walter Lippmann (1889–1974), amerikansk författare
- Walter Ljungquist (1900–1974), svensk författare
- Walter Loewe (1925–2020), svensk författare
- Walter de la Mare (1873–1956), brittisk författare
- Walter Matthau (1920–2000), amerikansk skådespelare
- Walter Mayer (född 1957), österrikisk längdskidåkare
- Walter Mazzarri (född 1961), italiensk fotbollstränare
- Walter Model (1891–1945), tysk militär
- Walter Mondale (1928–2021), amerikansk politiker, USA:s vicepresident
- Walter Murray (1871–1957), svensk politiker
- Valter Mutt (född 1955), svensk politiker
- Valter Nordgren (1899–1968), finländsk militär, Mannerheimriddare
- Valter Nyström (1915–2011), svensk friidrottare
- Walter Obare (född 1947), ärkebiskop i Evangelical Lutheran Church of Kenya
- Walter Raleigh (död 1618), engelsk sjömilitär
- Walther Rathenau (1867–1922), tysk politiker
- Walter von Reichenau (1884–1942), tysk militär
- Walter Reuther (1907–1970), amerikansk fackföreningsledare
- Walter Runeberg (1838–1920), finländsk skulptör
- Walter Röhrl (född 1947), tysk rallyförare
- Walter Samuel (född 1978), argentinsk fotbollsspelare
- Walter Sarmell (1910–1989), svensk skådespelare
- Walter Scheel (1919–2016), tysk politiker, Västtysklands förbundspresident
- Walter Schellenberg (1910–1952), tysk SS-officer
- Walter "Wally" Schirra (1923–2007), amerikansk astronaut
- Walter Scott (1771–1832), brittisk författare
- Valter Skarsgård (född 1995), svensk skådespelare
- Walter Stahlecker (1900–1942), tysk jurist och SS-Brigadeführer
- Walter Steiner (född 1951), schweizisk backhoppare
- Frank-Walter Steinmeier (född 1956), tysk socialdemokratisk politiker, Tysklands förbundspresident
- Walter Susskind (1913–1980), tjeckisk-brittisk dirigent och pianist
- Walter Tewksbury (1876–1968), amerikansk friidrottare
- Valter Thomé (1874–1918), finländsk arkitekt
- Walter Ulbricht (1893–1973), tysk politiker, Östtysklands statschef och generalsekreterare i Tysklands socialistiska enhetsparti
- Valter Unefäldt (1923–2011), svensk författare
- Walter Veltroni (född 1955), italiensk politiker
- Walter Vieweg (1902–1960), amerikansk sjömilitär
- Walther von der Vogelweide, tyskspråkig diktare under medeltiden
- Walter Wagner (1907–1945), tysk notarie
- Walter Wahl (1879–1970), finländsk kemist
- Walter Warzecha (1891–1956), tysk sjömilitär
- Walter "Walt" Whitman (1819–1892), amerikansk poet och journalist
- Walter Zenga (född 1960), italiensk fotbollsmålvakt
- Valter Åhlén (1929–1988), svensk ishockeyspelare
- Valter Åman (1905–1998), svensk politiker och ämbetsman